# Coppa Italia (pallanuoto femminile)
La Coppa Italia di pallanuoto femminile è un trofeo nazionale italiano riservato a squadre di club, organizzato dalla FIN.
La prima edizione si è svolta nella stagione 2011-12, ed è stata accompagnata da alcune polemiche per l'eccessiva vicinanza con gli impegni della Nazionale che ha privato alcuni club delle giocatrici titolari.

## Formula
Le squadre partecipanti sono quelle iscritte al campionato di Serie A1. La formula prevede la disputa di una fase preliminare con le squadre divise in gironi, i quali si svolgono in concentramenti con gare di sola andata. Le migliori quattro squadre del preliminare accedono alla Final Four che viene disputata in sede unica in solo week-end, con semifinali e finali per il primo e per il terzo posto.
Dall'edizione del 2015-2016 è cambiata la formula finale, dalle Final Four si è passato alle Final Six.

## Albo d'oro
| Stagione | Sede Final 4 | Vincitore         | 2º posto          | 3º posto          |
| -------- | ------------ | ----------------- | ----------------- | ----------------- |
| 2011-12  | Sori (GE)    | Orizzonte CT      | Firenze           | Pro Recco         |
| 2012-13  | Ostia (Roma) | Orizzonte CT      | Rapallo           | Plebiscito Padova |
| 2013-14  | Rapallo (GE) | Rapallo           | Orizzonte CT      | Plebiscito Padova |
| 2014-15  | Messina      | Plebiscito Padova | Messina           | Imperia           |
| Stagione | Sede Final 6 | Vincitore         | 2º posto          | 3º posto          |
| 2015-16  | Ostia (Roma) | Bogliasco         | Rapallo           | Plebiscito Padova |
| 2016-17  | Ostia (Roma) | Plebiscito Padova | Messina           | Orizzonte CT      |
| 2017-18  | Ostia (Roma) | Orizzonte CT      | SIS Roma          | Cosenza           |
| 2018-19  | Ostia (Roma) | SIS Roma          | Rapallo           | Plebiscito Padova |
| 2019-20  | Ostia (Roma) | Plebiscito Padova | Orizzonte CT      | SIS Roma          |
| 2020-21  | Ostia (Roma) | Orizzonte CT      | SIS Roma          | Plebiscito Padova |
| 2021-22  | Ostia (Roma) | SIS Roma          | Plebiscito Padova | Orizzonte CT      |
| 2022-23  | Ostia (Roma) | Orizzonte CT      | Plebiscito Padova | SIS Roma          |
| 2023-24  | Ostia (Roma) | SIS Roma          | Plebiscito Padova | Orizzonte CT      |
| 2024-25  | Torino       | SIS Roma          | Orizzonte CT      | Trieste           |

## Vittorie per squadra
| Squadra           | Titoli |
| ----------------- | ------ |
| Orizzonte CT      | 5      |
| SIS Roma          | 4      |
| Plebiscito Padova | 3      |
| Bogliasco         | 1      |
| Rapallo           | 1      |